# 검은쇠채
검은쇠채(학명: Scorzonera hispanica 스코르조네라 히스파니카[*])는 국화과의 여러해살이 식물이다. 원산지는 서남아시아와 캅카스, 유럽 및 북아프리카에 이르는 지역이며, 아메리카 일부 지역에도 도입되어 귀화식물로 자란다. 유럽에서 뿌리채소로 재배된다.

## 종내 분류군
- S. h. subsp. asphodeloides (Wallr.) Arcang.
- S. h. subsp. coronopifolia (Desf.) Rouy
- S. h. subsp. crispatula (DC.) Nyman
- S. h. subsp. neapolitana (Grande) Greuter
- S. h. subsp. trachysperma (Fiori) Maire & Weiller

## 사진

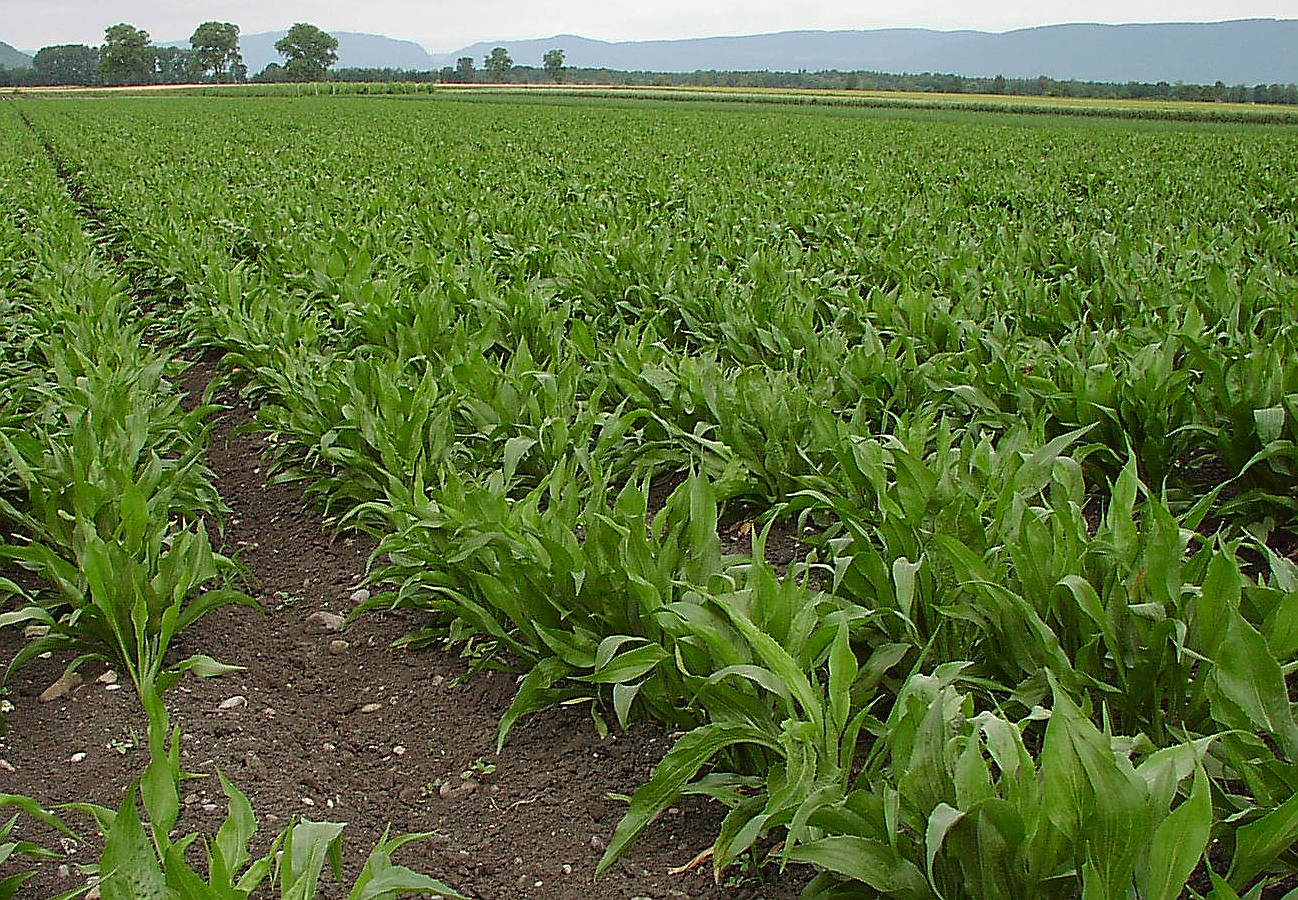
검은쇠채 밭
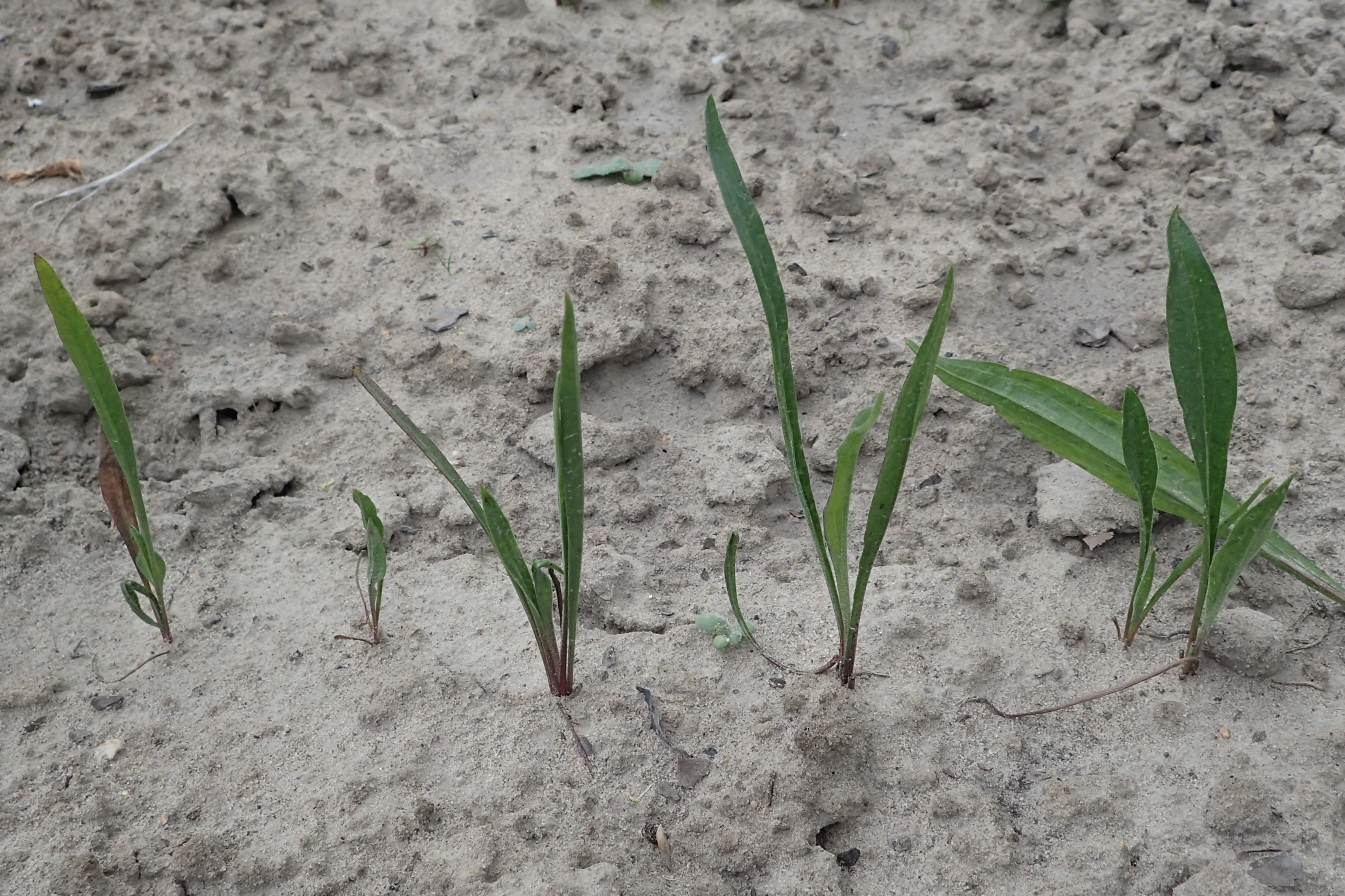
싹
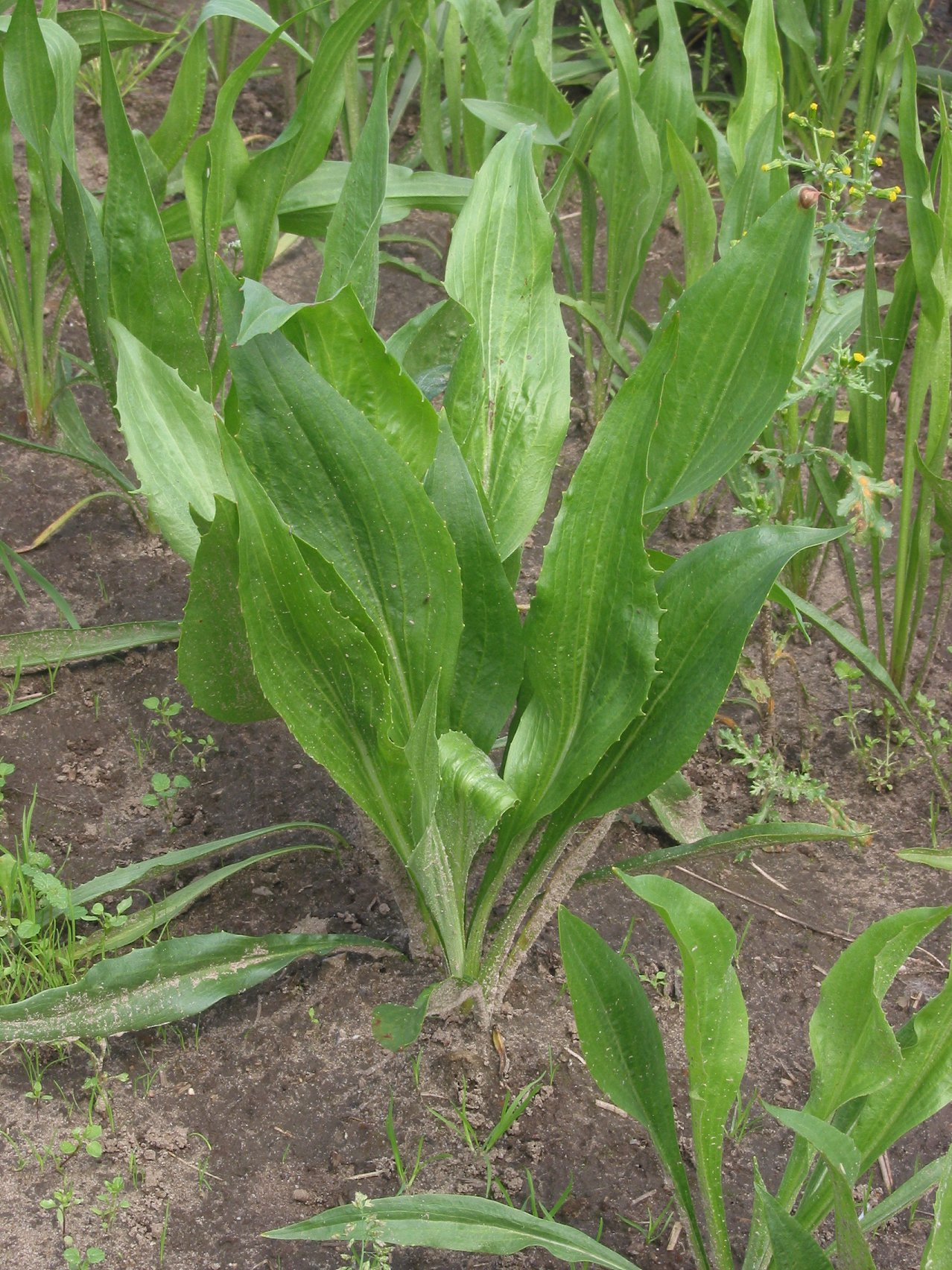
잎
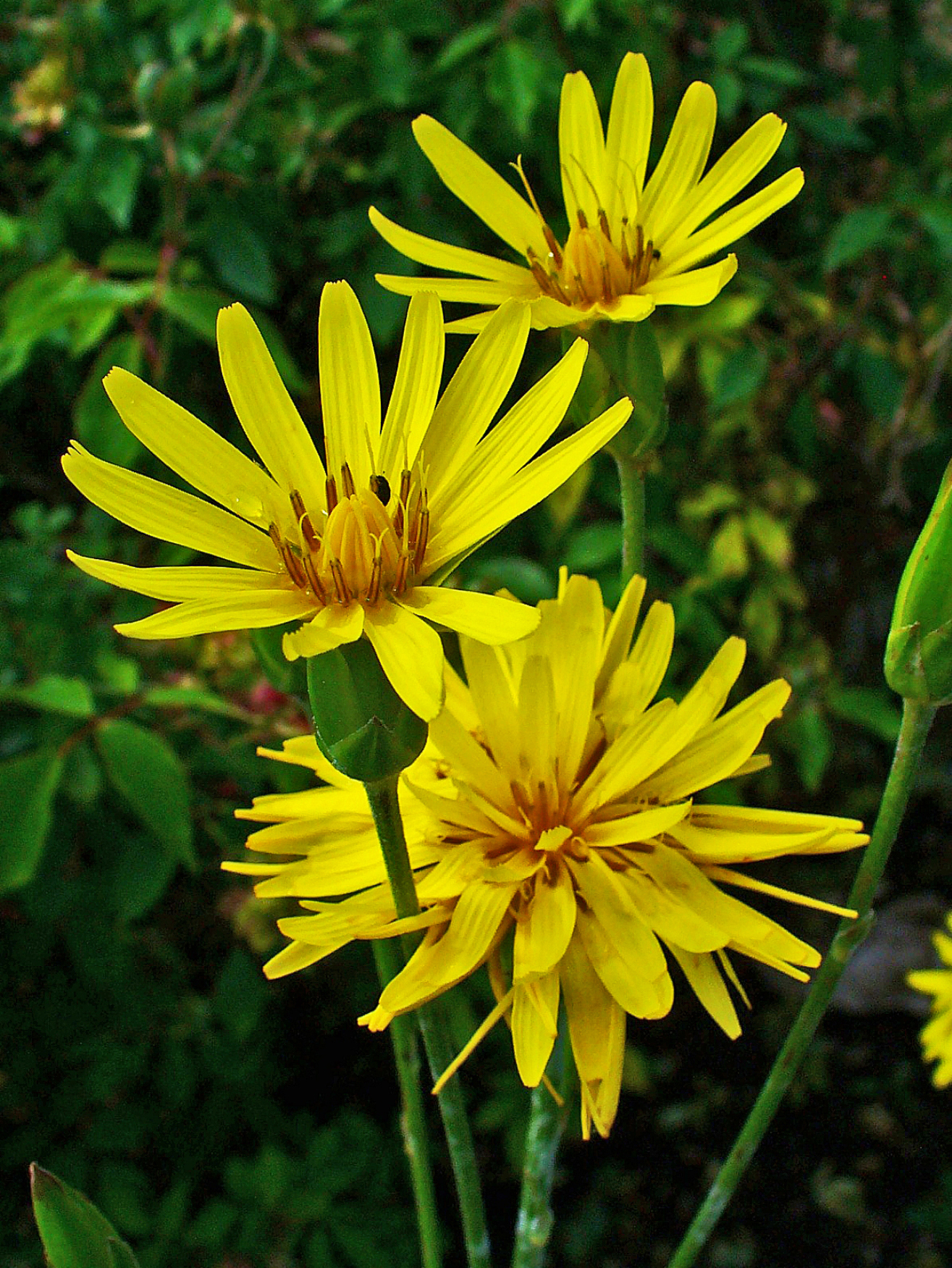
꽃
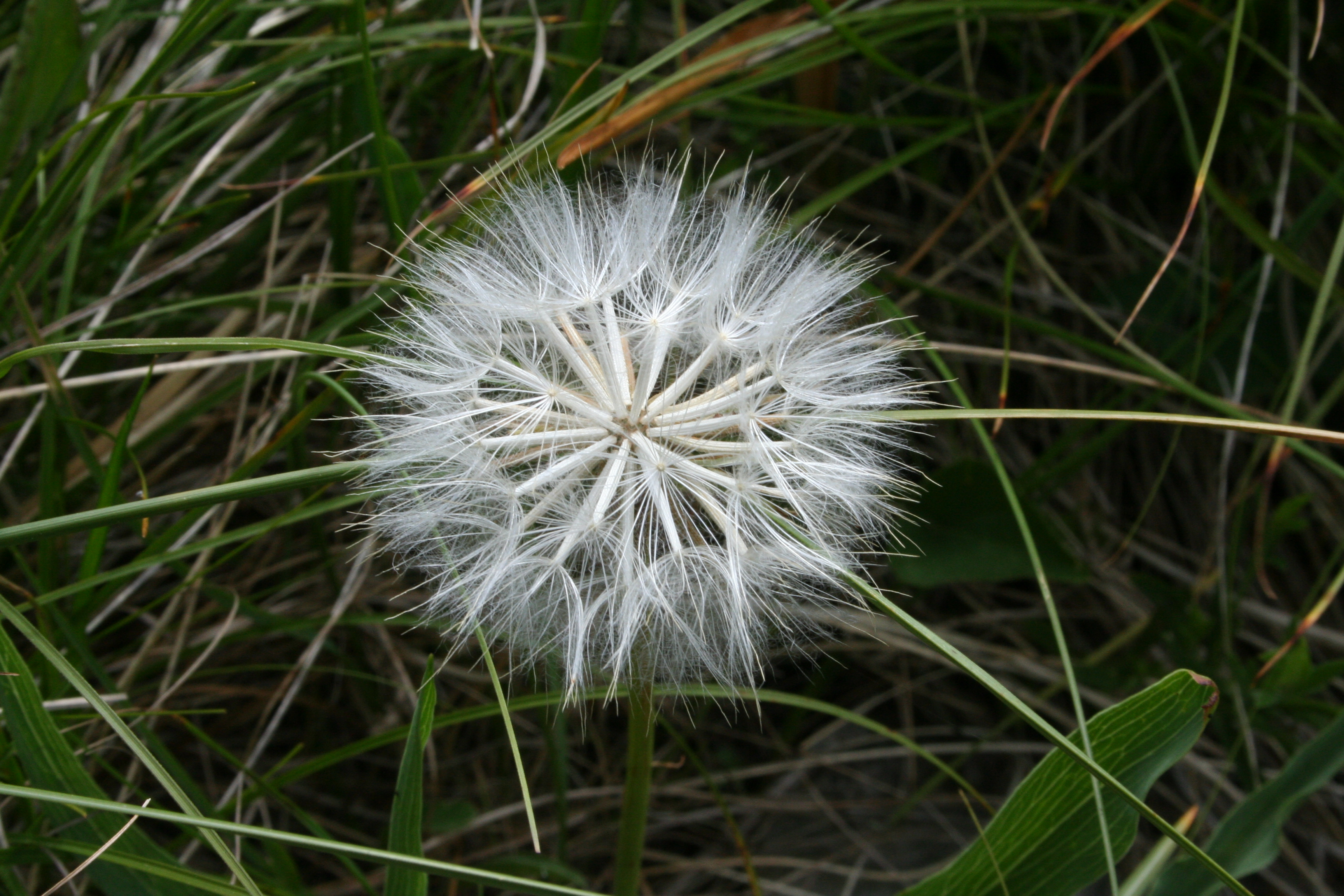
씨
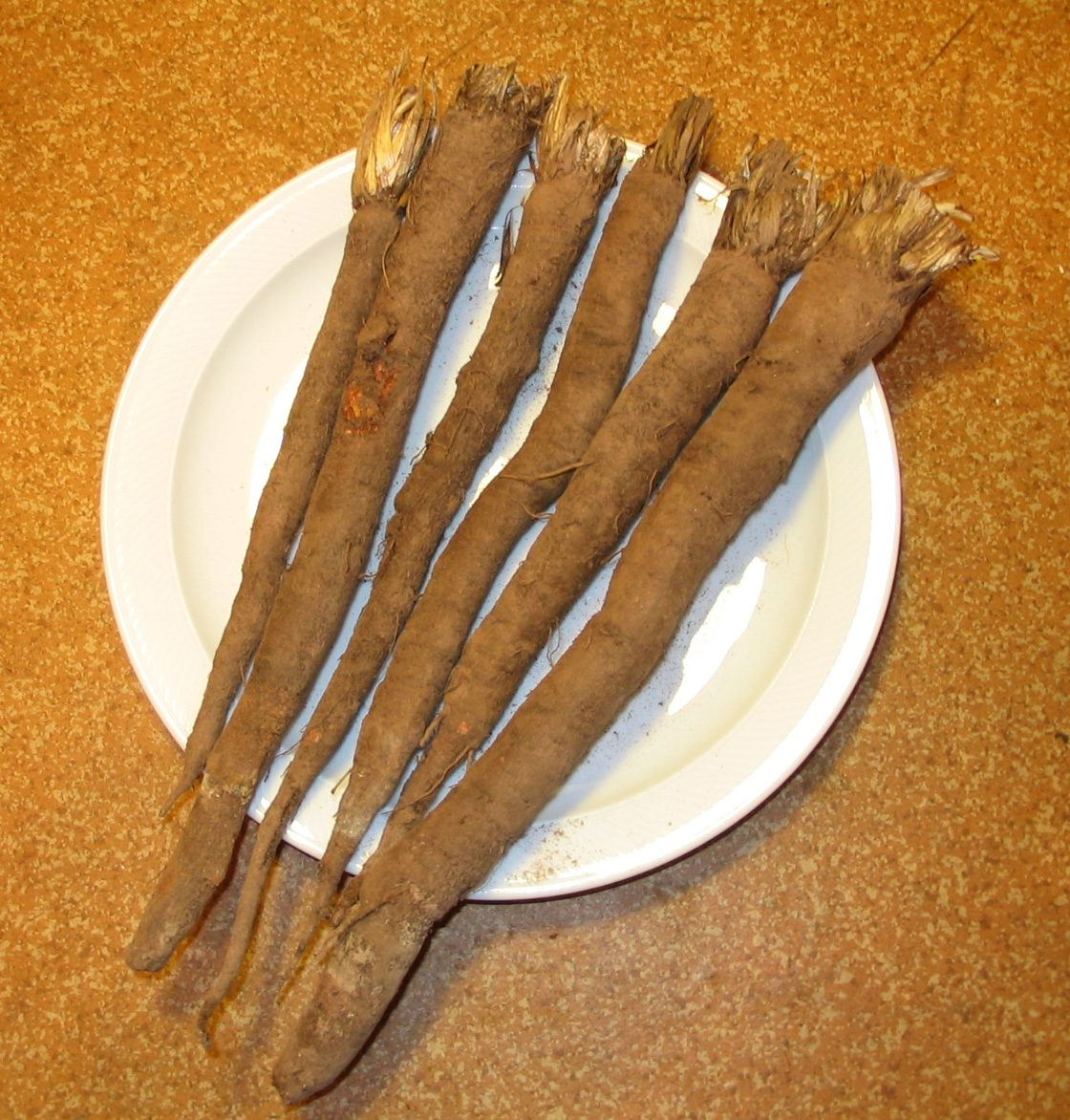
뿌리